# Fleener
Fleener es una miniserie de cómic escrita y dibujada por la artista estadounidense Mary Fleener y editada por la desaparecida editorial Zongo Comics, propiedad de Matt Groening. Se trataba de un intento de serie regular de la artista norteamericana,que,finalmente, solo contó con tres números, al ser cancelada por sus bajas ventas. Los tres números que componen la serie fueron editados entre los años 1995 y 1996 y hoy son una rareza para colecccionistas. Es una de las dos únicas producciones editadas por Zongo Comics.
No existe edición en español de ninguno de los tres números.

## Argumento
El primer número de la serie es una historia independiente a la que contienen los dos siguientes,y por lo tanto contiene un argumento distinto, por lo que, podría decirse que la serie como tal arranca en el segundo número. Los dos números siguientes cuentan la historia de un grupo de objetos e ingredientes de cocina antropomórficos que intentan sacar adelante un restaurante en la ciudad de Los Ángeles, y los avatares que en este suceden. La historia quedó inacabada al ser cancelada la serie.

## Estilo
La serie está dibujada en el característico estilo de Mary Fleener, con planchas en blanco y negro y mezcla de viñetas comunes con otras de estilo abstracto. Los textos están escritos a mano y emplean un lenguaje slang, que también es característico de las producciones de esta autora. En la contraportada, la propia Mary Fleener escribe sus reflexiones o contesta cartas de los lectores.
Los guiones siguen siendo lisérgicos y absurdos, cargados de humor adulto e ironía.
Para esta serie, que pretendía ser la mejor de la autora, ella también desarrolló las portadas de los tres números, creando dibujos a todo color.
Tras las páginas de historia, suelen aparecer páginas manuscritas en las que la autora encadena texto y dibujo con sus vivencias, reflexiones y cualquier cosa que se le ocurre.
El formato es típico del cómic book estadounidense. La portada de cierre de los tres números está editada en tinta fosforescente y suele contener una pequeña historia de plancha única, tan absurda y alucinada como el resto del cómic book.
- Datos: Q76198595